# Бонвилл (аэропорт)
Аэропорт Бонвилл (англ. Boonville Airport), (FAA LID: D83), прежний код Q17, — государственный гражданский аэропорт, расположенный в 1,6 километрах к северо-западу от делового центра неинкорпорированной территории Бонвилл, округ Мендосино (Калифорния), США
Аэропорт главным образом обслуживает рейсы авиации общего назначения.

## Операционная деятельность
Аэропорт Бонвилл занимает площадь в 14 гектар, расположен на высоте 34 метров над уровнем моря и эксплуатирует одну взлётно-посадочную полосу:
- 13/31 размерами 988 х 15 метров с асфальтовым покрытием.